# Пупнат
42°57′ пн. ш. 17°02′ сх. д. / 42.95° пн. ш. 17.03° сх. д.
Пупнат (хорв. Pupnat) — населений пункт у Хорватії, в Дубровницько-Неретванській жупанії у складі міста Корчула.

## Населення
Населення за даними перепису 2011 року становило 391 осіб.
Динаміка чисельності населення поселення: